# Correio aéreo
O Correio aéreo é um serviço de correio cujo transporte dos objetos se dá, em ao menos um dos trechos do trajeto, por via aérea. Os objetos atendidos por essa modalidade geralmente chegam mais rápido a seus destinos do que o transporte de superfície, no entanto, o custo de envio tende a ser maior. Esse pode ser o único meio de enviar encomendas para certos destinos, ou se as encomendas não podem esperar o tempo de transporte de superfície (por terra ou por mar). A União Postal Universal definiu regras para o correio aéreo em 1929. Como a língua oficial da União Postal Universal é o francês, itens de correio aéreo mundo afora são identificados como: Par avion, literalmente "por avião".
Os primeiros serviços de correio aéreo podem ser encontrados já nos idos de 1870, quando cartas eram transportadas em Paris, usando balões. O primeiro desses voos ocorreu em 23 de setembro de 1870, carregando cerca de 225 kg de cartas. Como esses balões não eram controláveis, esse serviço não perdurou, e com o advento do avião, a opção por ele se tornou óbvia. No ano de 1911 demonstrações de serviço de correio aéreo usando aviões foram feitas na Índia, na Inglaterra e nos Estados Unidos. Já em 1912, existiam alguns serviços incipientes dessa modalidade de correio. Em 15 de maio de 1918, foi estabelecida a primeira linha oficial de correio aéreo entre Nova Iorque e Washington.

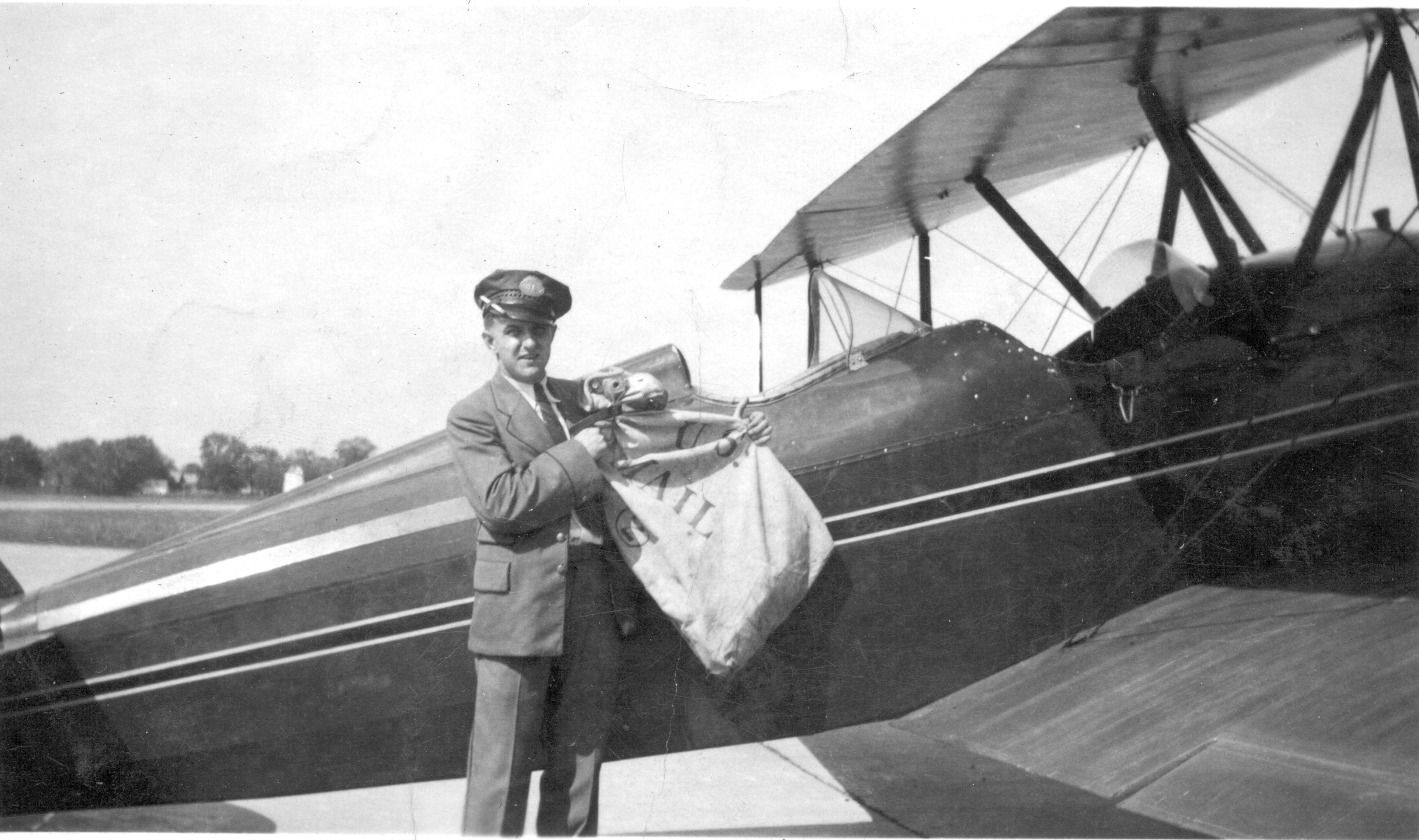
Carregando um avião de correio aéreo em Detroit no final da década de 1930.